# Rana asiatica
Rana asiatica é uma espécie de anfíbio da família Ranidae.
Pode ser encontrada nos seguintes países: China, Cazaquistão e Quirguistão.
Os seus habitats naturais são: florestas temperadas, matagal de clima temperado, campos de gramíneas de clima temperado, rios, rios intermitentes, pântanos, lagos de água doce, lagos intermitentes de água doce, marismas de água doce, marismas intermitentes de água doce, nascentes de água doce, deltas interiores, terras aráveis, pastagens, jardins rurais, áreas urbanas, áreas de armazenamento de água, lagoas, lagoas para aquicultura e terras irrigadas.
Está ameaçada por perda de habitat.